# Eudocima phalonia
Eudocima phalonia is een vlinder uit de familie van de spinneruilen (Erebidae). De wetenschappelijke naam is gepubliceerd in 1763 door Linnaeus.
De soort komt onder andere voor in tropisch Afrika.